# 云龙镇 (泸县)
云龙镇是中国四川省泸州市泸县下辖的一个镇。

## 行政区划
云龙镇下辖以下地区：
达康社会社区、战旗村、大水河村、高家咀村、茅坝村、龙河村、英雄村、先锋村、龙滩子村、云丰村、杨高村、伏耳村、葛藤湾村和朱梅滩村。